# Jamie Joseph
James Whitinui Joseph (Blenheim, 21 de noviembre de 1969) es un entrenador y ex–jugador neozelandés de rugby que se desempeñaba como ala. Fue internacional con los All Blacks de 1992 a 1995 y con los Brave Blossoms en 1999, con este último fue entrenador de 2016 a 2023.

## Selección nacional
Laurie Mains lo convocó a los All Blacks para participar de la gira a Australia y Sudáfrica 1992; debutó en el partido de exhibición contra World XV y jugó en la gira de los Leones Británico-Irlandeses 1993, enfrentando en los tres test matches a los Lions. En total jugó 20 partidos y marcó 15 puntos (tres tries).

### Participaciones en Copas del Mundo
Mains lo convocó a Sudáfrica 1995 como suplente de Mike Brewer. A Gales 1999 fue llevado, para Japón, por Seiji Hirao ya como titular indiscutido en todos los partidos.
| Mundial                       | Sede      | Resultado      | PJ | Tries | Selección     |
| ----------------------------- | --------- | -------------- | -- | ----- | ------------- |
| Copa Mundial de Rugby de 1995 | Sudáfrica | Subcampeón     | 5  | 0     | Nueva Zelanda |
| Copa Mundial de Rugby de 1999 | Gales     | Fase de grupos | 3  | 0     | Japón         |

## Seleccionador
| Mundial                       | Sede  | Resultado        | PJ | PG | PP | +/-Pts |
| ----------------------------- | ----- | ---------------- | -- | -- | -- | ------ |
| Copa Mundial de Rugby de 2019 | Japón | Cuartos de final | 5  | 4  | 1  | 30     |

## Palmarés
- Campeón del Super Rugby de 2015.
- Campeón del National Provincial Championship de 1991 como jugador.